# Bags' Groove
Bags' Groove és un àlbum de jazz de Miles Davis, gravat el 29 de juny i el 24 de desembre del 1954 per Prestige Records, tot i que no va sortir al mercat fins al 1957. Hi apareixen músics com Thelonious Monk i Horace Silver (piano), Sonny Rollins (saxo tenor), i els membres del Modern Jazz Quartet Milt Jackson (vibràfon), Kenny Clarke (bateria) i Percy Heath (contrabaix).

## Llista de cançons
1. "Bags' Groove" (Milt Jackson) – 11:16
2. "Bags' Groove" (Milt Jackson) – 9:24
3. "Airegin" (Sonny Rollins) – 5:01
4. "Oleo" (Sonny Rollins) – 5:14
5. "But Not for Me" (George Gershwin, Ira Gershwin) – 5:45
6. "Doxy" (Sonny Rollins) – 4:55
7. "But Not for Me" (George Gershwin, Ira Gershwin) – 4:36